# Siloam
Siloam é uma cidade  localizada no estado americano de Geórgia, no Condado de Greene.

## Demografia
Segundo o censo americano de 2000, a sua população era de 331 habitantes.
Em 2006, foi estimada uma população de 335, um aumento de 4 (1.2%).

## Geografia
De acordo com o United States Census Bureau tem uma área de 3,2 km², dos quais 3,2 km² cobertos por terra e 0,0 km² cobertos por água.

## Localidades na vizinhança
O diagrama seguinte representa as localidades num raio de 28 km ao redor de Siloam.